# Список станций Мюнхенского метрополитена

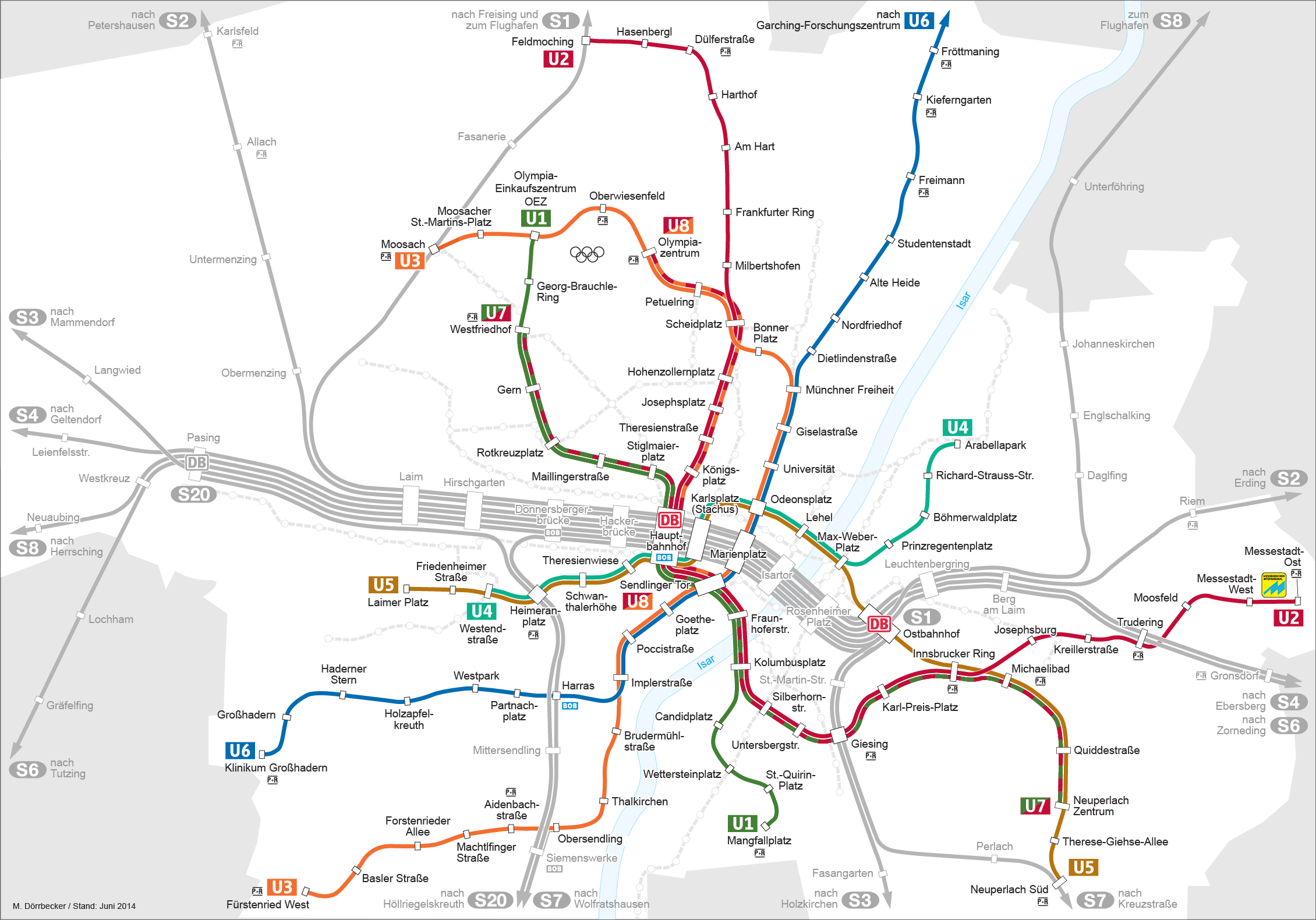
Схема линий

Это список всех существующих, находящихся в строительстве и запланированных станций Мюнхенского метрополитена (Германия).
Первая линия, ныне известная как , была открыта 19 октября 1971 года и состояла из 13 станций. В настоящее время метрополитен состоит из шести линий общей длиной 103,1 километров, из которых 91,3 км проходят под землёй и 11,8 км по поверхности. Число действующих станций — 100.
В Мюнхенском метрополитене пересадочный узел в одном зале считается одной станцией, а в двух залах — двумя станциями, хотя они и имеют одинаковое название. Большая часть станций — подземные, со средней платформой длиной около 120 метров.
В центре города линии идут попарно в одном туннеле, образуя три основных туннеля: (/ — 2,8 км, / — 5,8 км, / — 6,3 км), а на периферии расходятся в разных направлениях.

## Список станций
В таблицах показаны:
- Станция: название станции на русском и немецком языках.
- Пересадка: возможность пересадки на другие виды общественного транспорта.
- Достопримечательности/Важные объекты: достопримечательности и важные объекты Мюнхена расположенные в непосредственной близости от станций (в радиусе 500 метров).
- Особенности/Примечание: сведения об особенностях станции.
- Кольцо: тарифное кольцо для недельного, месячного или годового проездного.
- Дата открытия: дата открытия станции.
- Фото: фотография станции.

Станции перечислены с севера на юг (, ,  и ) или с запада на восток ( и ).

### Линия: Olympia-Einkaufszentrum — Mangfallplatz
Линия  длиною 12,185 км с 15 станциями, проходит полностью под землёй. Линия была открыта 28 мая 1983 года, до этого ходила как дополнительная к . Время поездки составляет 20 минут, среднее расстояние между станциями — 870 м.
|    | Станция                                                | Пересадка             | Достопримечательности/Важные объекты                                            | Особенности/Примечание                                            | Дата открытия        | Фото |
| -- | ------------------------------------------------------ | --------------------- | ------------------------------------------------------------------------------- | ----------------------------------------------------------------- | -------------------- | ---- |
| 1  | Олимпиа-Айнкауфсцентрум (нем. Olympia-Einkaufszentrum) | , , 143, 175          | Олимпийский торговый центр «OEZ»                                                | две боковые платформы                                             | 31 октября 2004 года |      |
| 2  | Георг-Браухле-Ринг (нем. Georg-Brauchle-Ring)          | 143, 175, 180         | Небоскрёб «Uptown», Штаб-квартира «O2 Germany»                                  |                                                                   | 18 октября 2003 года |      |
| 3  | Вестфридхоф (нем. Westfriedhof)                        | , 151, 164, 165, 180, |                                                                                 |                                                                   | 23 мая 1998 года     |      |
| 4  | Герн (нем. Gern)                                       |                       |                                                                                 |                                                                   | 23 мая 1998 года     |      |
| 5  | Роткройцплац (нем. Rotkreuzplatz)                      | , , 133, N43, N44     |                                                                                 |                                                                   | 28 мая 1983 года     |      |
| 6  | Майллингерштрассе (нем. Maillingerstraße)              |                       |                                                                                 |                                                                   | 28 мая 1983 года     |      |
| 7  | Штигльмайерплац (нем. Stiglmaierplatz)                 | ,                     | Лёвенбройкеллер                                                                 |                                                                   | 28 мая 1983 года     |      |
| 8  | Хауптбанхоф (нем. Hauptbahnhof)                        | , , , 100,            | Главный вокзал                                                                  | в одном зале располагаются две платформы двух линий и четыре пути | 18 октября 1980 года |      |
| 9  | Зендлингер Тор (нем. Sendlinger Tor)                   | , N40, N41            | Зендлингские ворота, Городской музей, Азамкирхе, Церковь Святого Матфея         | две платформы в отдельных туннелях                                | 18 октября 1980 года |      |
| 10 | Фраунхоферштрассе (нем. Fraunhoferstraße)              | , 132,                | Европейская патентная организация, Немецкий музей, Церковь Святого Максимилиана |                                                                   | 18 октября 1980 года |      |
| 11 | Колумбусплац (нем. Kolumbusplatz)                      | ,                     |                                                                                 | в одном зале располагаются две платформы двух линий и три пути    | 18 октября 1980 года |      |
| 12 | Кандидплац (нем. Candidplatz)                          | , N43, N44            | Грюнвальдер стадион                                                             |                                                                   | 8 ноября 1997 года   |      |
| 13 | Веттерштайнплац (нем. Wettersteinplatz)                | ,                     | Грюнвальдер стадион                                                             |                                                                   | 8 ноября 1997 года   |      |
| 14 | Санкт-Квирин-Плац (нем. St.-Quirin-Platz)              | 147, 220              |                                                                                 |                                                                   | 8 ноября 1997 года   |      |
| 15 | Мангфалльплац (нем. Mangfallplatz)                     | 139                   |                                                                                 |                                                                   | 8 ноября 1997 года   |      |
| 16 | Лауринплац (нем. Laurinplatz)                          | 139                   |                                                                                 | в плане                                                           |                      |      |
| 17 | Кранкенхаус Харлахинг (нем. Krankenhaus Harlaching)    | , 139,                |                                                                                 | в плане                                                           |                      |      |

### Линия: Feldmoching — Messestadt Ost
Линия  — вторая по длине линия с 24,377 км и с 27 станциями. Так же, как , она полностью подземная. Линия была открыта 18 октября 1980 года и до 27 октября 1988 года называлась U8. Время поездки составляет 39 минут, среднее расстояние между станциями — 938 м.
|    | Станция                                    | Пересадка                      | Достопримечательности/Важные объекты | Особенности/Примечание                                                                              | Дата открытия        | Фото |
| -- | ------------------------------------------ | ------------------------------ | --- | --------------------------------------------------------------------------------------------------- | -------------------- | ---- |
| 1  | Фельдмохинг (нем. Feldmoching)             | , 170, 171, 172, 173           | | | 26 октября 1996 года |      |
| 2  | Хазенбергль (нем. Hasenbergl)              | , N46                          | | | 26 октября 1996 года |      |
| 3  | Дюльферштрассе (нем. Dülferstraße)         | , 141, N41, N46                | Торговый центр «Mira» | планировалась под названием «Neuherbergstraße»                                                      | 20 ноября 1993 года  |      |
| 4  | Хартхоф (нем. Harthof)                     | 141, 170, 171, N41             | | планировалась под названием «Weyprechtstraße»                                                       | 20 ноября 1993 года  |      |
| 5  | Ам Харт (нем. Am Hart)                     | 171, 180, 294, N41             | | | 20 ноября 1993 года  |      |
| 6  | Франкфуртер Ринг (нем. Frankfurter Ring)   | , 177, 178, N41                | | | 20 ноября 1993 года  |      |
| 7  | Мильбертсхофен (нем. Milbertshofen)        | N41                            | | планировалась под названием «Keferloherstraße»                                                      | 20 ноября 1993 года  |      |
| 8  | Шайдплац (нем. Scheidplatz)                | , , 140, 141, 142, N41         | | кросс-платформенная пересадка, линии и приходят одновременно на общую платформу (в оба направления) | 8 мая 1972 года      |      |
| 9  | Хоэнцоллернплац (нем. Hohenzollernplatz)   | , , , 144, , N43, N44          | | | 18 октября 1980 года |      |
| 10 | Йозефсплац (нем. Josephsplatz)             | 153, 154                       | | | 18 октября 1980 года |      |
| 11 | Терезиенштрассе (нем. Theresienstraße)     |                                | Старая пинакотека, Новая пинакотека, Пинакотека современности, Мюнхенский технический университет, Музей «Мир кристаллов», Музей Брандхорста | | 18 октября 1980 года |      |
| 12 | Кёнигсплац (нем. Königsplatz)              | 100                            | Кёнигсплац, Глиптотека, Пропилей, Государственное античное собрание, Городская галерея в доме Ленбаха, Палеонтологический музей, Государственная антропологическая коллекция, Геологический музей, Государственное графическое собрание, Музей копий классической скульптуры, Базилика Святого Бонифация, Мюнхенская высшая школа музыки и театра, Фюрербау | планировалась под названием «Brienner Straße»                                                       | 18 октября 1980 года |      |
| 13 | Хауптбанхоф (нем. Hauptbahnhof)            | , , 100,                       | Главный вокзал | в одном зале располагаются две платформы двух линий и четыре пути                                   | 18 октября 1980 года |      |
| 14 | Зендлингер Тор (нем. Sendlinger Tor)       | , N40, N41                     | Зендлингские ворота, Городской музей, Азамкирхе, Церковь Святого Матфея | две платформы в отдельных туннелях                                                                  | 18 октября 1980 года |      |
| 15 | Фраунхоферштрассе (нем. Fraunhoferstraße)  | , 132,                         | Европейская патентная организация, Немецкий музей, Церковь Святого Максимилиана | | 18 октября 1980 года |      |
| 16 | Колумбусплац (нем. Kolumbusplatz)          | ,                              | | в одном зале располагаются две платформы двух линий и три пути                                      | 18 октября 1980 года |      |
| 17 | Зильберхорнштрассе (нем. Silberhornstraße) | ,                              | | | 18 октября 1980 года |      |
| 18 | Унтерсбергштрассе (нем. Untersbergstraße)  |                                | | | 18 октября 1980 года |      |
| 19 | Гизинг (нем. Giesing)                      | , 139, 144, 147, 220, N43, N44 | | | 18 октября 1980 года |      |
| 20 | Карл-Прайс-Плац (нем. Karl-Preis-Platz)    | , 144, 145, 155, N45           | Планетарий | | 18 октября 1980 года |      |
| 21 | Инсбрукер Ринг (нем. Innsbrucker Ring)     | U5                             | | кросс-платформенная пересадка, линии и приходят одновременно на общую платформу (в оба направления) | 18 октября 1980 года |      |
| 22 | Йозефсбург (нем. Josephsburg)              | 185                            | | | 29 мая 1999 года     |      |
| 23 | Крайллерштрассе (нем. Kreillerstraße)      | , N49                          | | | 29 мая 1999 года     |      |
| 24 | Трудеринг (нем. Trudering)                 | , 139, 146, 192, 193, 194, N49 | Музей животных | две платформы в отдельных туннелях                                                                  | 29 мая 1999 года     |      |
| 25 | Мосфельд (нем. Moosfeld)                   |                                | | | 29 мая 1999 года     |      |
| 26 | Мессештадт Вест (нем. Messestadt West)     | 139, 189, 190, 263, 264        | Торговый центр «Riem Arcaden», Выставочный павильон «Мюнхен», Ример парк (нем. Riemer Park) | планировалась под названием «Riem West»                                                             | 29 мая 1999 года     |      |
| 27 | Мессештадт Ост (нем. Messestadt Ost)       | 186, 190, 228                  | Выставочный павильон «Мюнхен» | планировалась под названием «Riem Ost»                                                              | 29 мая 1999 года     |      |

### Линия: Moosach — Fürstenried West
Линия , так же, как и предыдущие линии, полностью подземная. Линия была открыта 8 мая 1972 года. Длина линии — 21,444 км с 25 станциями. Время поездки составляет 36 минуты, среднее расстояние между станциями — 893 м.
|    | Станция                                                       | Пересадка                           | Достопримечательности/Важные объекты | Особенности/Примечание                                                                               | Дата открытия        | Фото |
| -- | ------------------------------------------------------------- | ----------------------------------- | --- | --- | -------------------- | ---- |
| 1  | Мозах (нем. Moosach)                                          | , , 162, 163, 169, 176, 710,        | | | 11 декабря 2010 года |      |
| 2  | Мозахер Санкт-Мартинс-Плац (нем. Moosacher St.-Martins-Platz) |                                     | | планировалась под названием «Leipziger Straße»                                                       | 11 декабря 2010 года |      |
| 3  | Олимпиа-Айнкауфсцентрум (нем. Olympia-Einkaufszentrum)        | , , 143, 175                        | Олимпийский торговый центр «OEZ» | | 28 октября 2007 года |      |
| 4  | Обервизенфельд (нем. Oberwiesenfeld)                          | , N46                               | | планировалась под названием «Olympiapark-Nord»                                                       | 28 октября 2007 года |      |
| 5  | Олимпиацентрум (нем. Olympiazentrum)                          | 173, 180, N46                       | BMW, Музей BMW, Мир BMW, Олимпийский стадион, Олимпийский парк, Аквариум «Sea-Life» | в одном зале располагаются две платформы и четыре пути; планировалась под названием «Oberwiesenfeld» | 8 мая 1972 года      |      |
| 6  | Петуэльринг (нем. Petuelring)                                 | , 173, 177, 178, N46                | | | 8 мая 1972 года      |      |
| 7  | Шайдплац (нем. Scheidplatz)                                   | , , 140, 141, 142, N41              | | кросс-платформенная пересадка, линии и приходят одновременно на общую платформу (в оба направления)  | 8 мая 1972 года      |      |
| 8  | Боннер Плац (нем. Bonner Platz)                               |                                     | | | 8 мая 1972 года      |      |
| 9  | Мюнхнер Фрайхайт (нем. Münchner Freiheit)                     | , , 142, 144, N40, N41, N43, N44    | Английский парк | в одном зале располагаются две платформы двух линий и четыре пути                                    | 19 октября 1971 года |      |
| 10 | Гизелаштрассе (нем. Giselastraße)                             | , 154, N40, N41, N43, N44           | Мюнхенский университет Людвига-Максимилиана, Английский парк | | 19 октября 1971 года |      |
| 11 | Универзитет (нем. Universität)                                | 153, 154, N40, N41                  | Мюнхенский университет Людвига-Максимилиана, Баварская государственная библиотека, Английский парк, Триумфальная арка, Церковь Святого Людвига                                                                           | | 19 октября 1971 года |      |
| 12 | Одеонсплац (нем. Odeonsplatz)                                 | , 100, 153, N40, N41                | Одеонсплац, Театинеркирхе, Хофгартен, Национальный театр, Фельдхернхалле, Музей египетского искусства, Резиденция, Дом искусства, Парк поэтов, Фонтан Виттельсбахов в Резиденции, Дворец Дюркхайм, Церковь Святого Марка | | 19 октября 1971 года |      |
| 13 | Мариенплац (нем. Marienplatz)                                 | , 132                               | Мариенплац, Виктуалиенмаркт, Церковь Святого Петра, Церковь Святого Михаила, Фрауэнкирхе, Синагога, Еврейский музей, Новая ратуша, Старая ратуша, Музей игрушек, Городской музей, Музей охоты и рыболовства, Хофбройхаус | две платформы в отдельных туннелях                                                                   | 19 октября 1971 года |      |
| 14 | Зендлингер Тор (нем. Sendlinger Tor)                          | , N40, N41                          | Зендлингские ворота, Городской музей, Азамкирхе, Церковь Святого Матфея | | 19 октября 1971 года |      |
| 15 | Гётеплац (нем. Goetheplatz)                                   | , N40, N41                          | Октоберфест, Статуя Баварии | самая длинная платформа (135 м)                                                                      | 19 октября 1971 года |      |
| 16 | Поччиштрассе (нем. Poccistraße)                               | , 131, N40, N41                     | | была построена позже соседних станций и планировалась под названием «Zenettistraße»                  | 28 мая 1978 года     |      |
| 17 | Имплерштрассе (нем. Implerstraße)                             | , 131, 132                          | | в одном зале располагаются две платформы двух линий и три пути                                       | 22 ноября 1975 года  |      |
| 18 | Брудермюльштрассе (нем. Brudermühlstraße)                     | , N43, N44                          | | | 28 октября 1989 года |      |
| 19 | Талькирхен (Тирпарк) (нем. Thalkirchen (Tierpark))            | 135                                 | Зоопарк «Hellabrunn» | | 28 октября 1989 года |      |
| 20 | Оберзендлинг (нем. Obersendling)                              | , , 134, 136,                       | | | 28 октября 1989 года |      |
| 21 | Айденбахштрассе (нем. Aidenbachstraße)                        | , 133, 136, N41                     | Автовокзал | | 28 октября 1989 года |      |
| 22 | Махтльфингерштрассе (нем. Machtlfingerstraße)                 | 51                                  | | | 28 октября 1989 года |      |
| 23 | Форстенридер Аллее (нем. Forstenrieder Allee)                 | 132, 133                            | | | 28 октября 1989 года |      |
| 24 | Баслер Штрассе (нем. Basler Straße)                           |                                     | | | 1 июня 1991 года     |      |
| 25 | Фюрстенрид Вест (нем. Fürstenried West)                       | , 134, 166, 260, 261, 267, 936, N41 | Дворец «Фюрстенрид» | | 1 июня 1991 года     |      |

### Линия: Westendstraße — Arabellapark
Линия  — самая короткая, полностью подземная линия с 13 станциями и длиной 9,245 км. Линия была открыта 27 октября 1988 года, до этого ходила как дополнительная к . Время поездки составляет 15 минут, среднее расстояние между станциями — 770 м.
|    | Станция                                             | Пересадка                 | Достопримечательности/Важные объекты | Особенности/Примечание | Дата открытия        | Фото |
| -- | --------------------------------------------------- | ------------------------- | --- | --- | -------------------- | ---- |
| 1  | Вестендштрассе (нем. Westendstraße)                 | , 131                     | | | 10 марта 1984 года   |      |
| 2  | Хаймеранплац (нем. Heimeranplatz)                   | , , , 131, 133, N43, N44  | | | 10 марта 1984 года   |      |
| 3  | Шванталерхёэ (нем. Schwanthalerhöhe)                | , 134                     | | до 1998 года называлась «Messegelände» | 10 марта 1984 года   |      |
| 4  | Терезиенвизе (нем. Theresienwiese)                  |                           | Октоберфест, Статуя Баварии, Церковь Святого Павла | | 10 марта 1984 года   |      |
| 5  | Хауптбанхоф (нем. Hauptbahnhof)                     | , , 100,                  | Главный вокзал | | 10 марта 1984 года   |      |
| 6  | Карлсплац (Штахус) (нем. Karlsplatz (Stachus))      | , ,, ,, , N40, N41        | Мюнхенская фондовая биржа, Карловы ворота, Фонтан Виттельсбахов на Ленбахплатц, Дворец юстиции, Старый ботанический сад, Музей охоты и рыболовства                                                                       | две платформы в отдельных туннелях; самая глубокая станция (25 м), самый длинный эскалатор (247 ступеней, 56,5 м, высота подъёма — 20,63 метра) | 10 марта 1984 года   |      |
| 7  | Одеонсплац (нем. Odeonsplatz)                       | , 100, 153, N40, N41      | Одеонсплац, Театинеркирхе, Хофгартен, Национальный театр, Фельдхернхалле, Музей египетского искусства, Резиденция, Дом искусства, Парк поэтов, Фонтан Виттельсбахов в Резиденции, Дворец Дюркхайм, Церковь Святого Марка | две платформы в отдельных туннелях | 1 марта 1986 года    |      |
| 8  | Леэль (нем. Lehel)                                  |                           | Баварский национальный музей, Галерея Шака, Этнографический музей, Дом искусства, Церковь Святого Лукаса | две платформы в отдельных туннелях | 27 октября 1988 года |      |
| 9  | Макс-Вебер-Плац (нем. Max-Weber-Platz)              | , 190, 191, ,             | Максимилианеум, Вилла Штука, Хофбройкеллер | в одном зале располагаются две платформы двух линий и три пути                                                                                  | 27 октября 1988 года |      |
| 10 | Принцрегентенплац (нем. Prinzregentenplatz)         | , 100, N43, N44           | Вилла Штука | | 27 октября 1988 года |      |
| 11 | Бёмервальдплац (нем. Böhmerwaldplatz)               | 144                       | | | 27 октября 1988 года |      |
| 12 | Рихард-Штраус-Штрассе (нем. Richard-Strauss-Straße) | 144, 187, 188             | | две боковые платформы | 27 октября 1988 года |      |
| 13 | Арабеллапарк (нем. Arabellapark)                    | , 154, 184, 185, 189, N42 | | | 27 октября 1988 года |      |
| 14 | Козимапарк (нем. Cosimapark)                        | , 154, 184, 189, N42      | | в плане |                      |      |
| 15 | Фиделиопарк (нем. Fideliopark)                      | 154, 184, 189, N42        | | в плане |                      |      |
| 16 | Энгльшалькинг (нем. Englschalking)                  |                           | | в плане |                      |      |

### Линия: Laimer Platz — Neuperlach Süd
Линия  длиною в 15,435 км с 18 станциями. Линия была открыта 10 марта 1984 года. Время поездки составляет 25 минут, среднее расстояние между станциями — 908 м.
|    | Станция                                          | Пересадка                                              | Достопримечательности/Важные объекты | Особенности/Примечание | Дата открытия        | Фото |
| -- | ------------------------------------------------ | ------------------------------------------------------ | --- | --- | -------------------- | ---- |
| 1  | Пазинг (нем. Pasing)                             | , 160, 161, 162, 265, 732, N47, N80, N81,              | Вокзал Мюнхен-Пазинг, Торговый центр «Pasing Arcaden» | в плане |                      |      |
| 2  | Ам Кни (нем. Am Knie)                            | , 131,                                                 | | в плане |                      |      |
| 3  | Виллибальдштрассе (нем. Willibaldstraße)         | 57                                                     | | в плане |                      |      |
| 4  | Лаймер Плац (нем. Laimer Platz)                  | , , 151, 168, N48                                      | | | 24 марта 1988 года   |      |
| 5  | Фриденхаймер Штрассе (нем. Friedenheimer Straße) |                                                        | | | 24 марта 1988 года   |      |
| 6  | Вестендштрассе (нем. Westendstraße)              | , 131                                                  | | | 10 марта 1984 года   |      |
| 7  | Хаймеранплац (нем. Heimeranplatz)                | , , , 131, 133, N43, N44                               | | | 10 марта 1984 года   |      |
| 8  | Шванталерхёэ (нем. Schwanthalerhöhe)             | , 134                                                  | | до 1998 года называлась «Messegelände» | 10 марта 1984 года   |      |
| 9  | Терезиенвизе (нем. Theresienwiese)               |                                                        | Октоберфест, Статуя Баварии, Церковь Святого Павла | | 10 марта 1984 года   |      |
| 10 | Хауптбанхоф (нем. Hauptbahnhof)                  | , , 100,                                               | Главный вокзал | | 10 марта 1984 года   |      |
| 11 | Карлсплац (Штахус) (нем. Karlsplatz (Stachus))   | , , N40, N41                                           | Мюнхенская фондовая биржа, Карловы ворота, Фонтан Виттельсбахов на Ленбахплатц, Дворец юстиции, Старый ботанический сад, Музей охоты и рыболовства                                                                       | две платформы в отдельных туннелях; самая глубокая станция (25 м), самый длинный эскалатор (247 ступеней, 56,5 м, высота подъёма — 20,63 метра)          | 10 марта 1984 года   |      |
| 12 | Одеонсплац (нем. Odeonsplatz)                    | , 100, 153, N40, N41                                   | Одеонсплац, Театинеркирхе, Хофгартен, Национальный театр, Фельдхернхалле, Музей египетского искусства, Резиденция, Дом искусства, Парк поэтов, Фонтан Виттельсбахов в Резиденции, Дворец Дюркхайм, Церковь Святого Марка | две платформы в отдельных туннелях | 1 марта 1986 года    |      |
| 13 | Леэль (нем. Lehel)                               |                                                        | Баварский национальный музей, Галерея Шака, Этнографический музей, Дом искусства, Церковь Святого Лукаса | две платформы в отдельных туннелях | 27 октября 1988 года |      |
| 14 | Макс-Вебер-Плац (нем. Max-Weber-Platz)           | , 190, 191,                                            | Максимилианеум, Вилла Штука, Хофбройкеллер | в одном зале располагаются две платформы двух линий и три пути                                                                                           | 27 октября 1988 года |      |
| 15 | Остбанхоф (нем. Ostbahnhof)                      | , , , , 100, 145, 146, 155, 187, 213, , N43, N44, N45, | Восточный Вокзал, Музей картофеля | | 27 октября 1988 года |      |
| 16 | Инсбрукер Ринг (нем. Innsbrucker Ring)           | U2                                                     | | кросс-платформенная пересадка, линии и приходят одновременно на общую платформу (в оба направления)                                                      | 18 октября 1980 года |      |
| 17 | Михаэлибад (нем. Michaelibad)                    | 195, 199                                               | Восточный парк (нем. Ostpark) | до продления линии, обслуживалась линией U8 | 18 октября 1980 года |      |
| 18 | Квиддештрассе (нем. Quiddestraße)                | 139, 192, 197, 199, N45                                | Восточный парк (нем. Ostpark) | до продления линии, обслуживалась линией U8 | 18 октября 1980 года |      |
| 19 | Нойперлах Центрум (нем. Neuperlach Zentrum)      | , 139, 192, 196, 197, 198, 199                         | Торговый центр «Perlacher-Einkaufs-Passagen (PEP)» | до продления линии, обслуживалась линией U8 | 18 октября 1980 года |      |
| 20 | Терезе-Гизе-Аллее (нем. Therese-Giehse-Allee)    |                                                        | | планировалась под названием «Neuperlach-Subzentrum»; до продления линии, обслуживалась линией U8                                                         | 18 октября 1980 года |      |
| 21 | Нойперлах Зюд (нем. Neuperlach Süd)              | , 195, 196, 199, 210, 212, 217, 218, 411               | | расположена на эстакаде, платформы разделены путями метро, но имеет общую платформу с электричкой (S-Bahn) ; до продления линии, обслуживалась линией U8 | 18 октября 1980 года |      |

### Линия: Garching Forschungszentrum — Klinikum Großhadern
Линия  — старейшая и самая длинная (27,416 км). На севере она выходит за пределы Мюнхена и 3 станции из 26 находятся в городе Гархинг. Линия была открыта 19 октября 1971 года. Время в пути составляет 43 минуты, среднее расстояние между станциями — 1097 м (860 м в пределах города Мюнхена). Так как линия связывает оба Мюнхенских университета (LMU & TU), студенческий городок, университетские клиники «Großhadern» и «Innenstadt», научно-исследовательский центр в Гархинге, а также запланированное продление к научно-исследовательским учреждениям в Мартинсриде, её также иногда называют университетской линией.
|    | Станция                                                   | Пересадка                       | Достопримечательности/Важные объекты | Особенности/Примечание                                                                                       | Дата открытия        | Фото |
| -- | --------------------------------------------------------- | ------------------------------- | --- | --- | -------------------- | ---- |
| 1  | Гархинг-Форшунгсцентрум (нем. Garching-Forschungszentrum) | 230, 690                        | Мюнхенский университет Людвига-Максимилиана, Общество Макса Планка, Мюнхенский технический университет | расположена за пределами Мюнхена; на станции отсутствует мобильная связь                                     | 14 октября 2006 года |      |
| 2  | Гархинг (нем. Garching)                                   | 230, 290, 293                   | | две платформы в отдельных туннелях; расположена за пределами Мюнхена; на станции отсутствует мобильная связь | 14 октября 2006 года |      |
| 3  | Гархинг-Хохбрюк (нем. Garching-Hochbrück)                 | 219, 290, 292, 293, 294, 695    | | наземная, две боковые платформы; расположена за пределами Мюнхена                                            | 28 октября 1995 года |      |
| 4  | Фрёттманинг (нем. Fröttmaning)                            |                                 | Альянц Арена, автовокзал Fröttmaning | наземная, две островные платформы, четыре пути                                                               | 30 июня 1994 года    |      |
| 5  | Кифернгартен (нем. Kieferngarten)                         | 140, 170, 171, 180, N40         | Выставочный павильон «ICM» и «M,O,C,» | наземная, две островные платформы, четыре пути; планировалась под названием «Kieferngartenstraße»            | 19 октября 1971 года |      |
| 6  | Фрайман (нем. Freimann)                                   |                                 | | наземная; планировалась под названием «Harnierplatz»                                                         | 19 октября 1971 года |      |
| 7  | Штудентенштадт (нем. Studentenstadt)                      | , 177, 181, 231, 233, N40       | Общество Макса Планка, Английский парк | наземная | 19 октября 1971 года |      |
| 8  | Альте Хайде (нем. Alte Heide)                             | , N40                           | Английский парк | планировалась под названием «Nordfriedhof»                                                                   | 19 октября 1971 года |      |
| 9  | Нордфридхоф (нем. Nordfriedhof)                           |                                 | Английский парк | две боковые платформы; планировалась под названием «Schenkendorfstraße»                                      | 19 октября 1971 года |      |
| 10 | Дитлинденштрассе (нем. Dietlindenstraße)                  | 144                             | Английский парк | | 19 октября 1971 года |      |
| 11 | Мюнхнер Фрайхайт (нем. Münchner Freiheit)                 | , 142, 144, N40, N41, N43, N44  | Английский парк | в одном зале располагаются две платформы двух линий и четыре пути                                            | 19 октября 1971 года |      |
| 12 | Гизелаштрассе (нем. Giselastraße)                         | , 154, N40, N41, N43, N44       | Мюнхенский университет Людвига-Максимилиана, Английский парк | | 19 октября 1971 года |      |
| 13 | Универзитет (нем. Universität)                            | 153, 154, N40, N41              | Мюнхенский университет Людвига-Максимилиана, Баварская государственная библиотека, Английский парк, Триумфальная арка, Церковь Святого Людвига                                                                           | | 19 октября 1971 года |      |
| 14 | Одеонсплац (нем. Odeonsplatz)                             | , 100, 153, N40, N41            | Одеонсплац, Театинеркирхе, Хофгартен, Национальный театр, Фельдхернхалле, Музей египетского искусства, Резиденция, Дом искусства, Парк поэтов, Фонтан Виттельсбахов в Резиденции, Дворец Дюркхайм, Церковь Святого Марка | | 19 октября 1971 года |      |
| 15 | Мариенплац (нем. Marienplatz)                             | , 132                           | Мариенплац, Виктуалиенмаркт, Церковь Святого Петра, Церковь Святого Михаила, Фрауэнкирхе, Синагога, Еврейский музей, Новая ратуша, Старая ратуша, Музей игрушек, Городской музей, Музей охоты и рыболовства, Хофбройхаус | две платформы в отдельных туннелях                                                                           | 19 октября 1971 года |      |
| 16 | Зендлингер Тор (нем. Sendlinger Tor)                      | , N40, N41                      | Зендлингские ворота, Городской музей, Азамкирхе, Церковь Святого Матфея | | 19 октября 1971 года |      |
| 17 | Гётеплац (нем. Goetheplatz)                               | , N40, N41                      | Октоберфест, Статуя Баварии | самая длинная платформа (135 м)                                                                              | 19 октября 1971 года |      |
| 18 | Поччиштрассе (нем. Poccistraße)                           | , 131, N40, N41                 | | была построена позже соседних станций и планировалась под названием «Zenettistraße»                          | 28 мая 1978 года     |      |
| 19 | Имплерштрассе (нем. Implerstraße)                         | , 131, 132                      | | в одном зале располагаются две платформы двух линий и три пути                                               | 22 ноября 1975 года  |      |
| 20 | Харрас (нем. Harras)                                      | , 132, 134, N40, N41, N43, N44, | | | 22 ноября 1975 года  |      |
| 21 | Партнахплац (нем. Partnachplatz)                          | , N40                           | | | 16 апреля 1983 года  |      |
| 22 | Вестпарк (нем. Westpark)                                  | 133                             | Западный парк (нем. Westpark) | | 16 апреля 1983 года  |      |
| 23 | Хольцапфелькройт (нем. Holzapfelkreuth)                   | , 151, 167, N40                 | | планировалась под названием «Neuhadern»                                                                      | 16 апреля 1983 года  |      |
| 24 | Хадернер Штерн (нем. Haderner Stern)                      | N40                             | Торговый центр «Haderner Stern» | | 22 мая 1993 года     |      |
| 25 | Гросхадерн (нем. Großhadern)                              | , 266, 268, N40                 | | | 22 мая 1993 года     |      |
| 26 | Клиникум Гросхадерн (нем. Klinikum Großhadern)            | , 266, 269, N40                 | Мюнхенский университет Людвига-Максимилиана | | 22 мая 1993 года     |      |
| 27 | Мартинсрид (нем. Martinsried)                             | 266, 267                        | Общество Макса Планка, Мюнхенский университет Людвига-Максимилиана | в плане; расположена за пределами Мюнхена                                                                    |                      |      |

### Линия: Olympia-Einkaufszentrum — Neuperlach Zentrum
Линия  длиною 15,1 км с 19 станциями, проходит полностью под землёй. Линия была открыта 11 декабря 2011 года. Время поездки составляет 32 минуты, среднее расстояние между станциями — 944 м.
|    | Станция                                                | Пересадка                      | Достопримечательности/Важные объекты                                            | Особенности/Примечание                                                                              | Дата открытия        | Фото |
| -- | ------------------------------------------------------ | ------------------------------ | ------------------------------------------------------------------------------- | --------------------------------------------------------------------------------------------------- | -------------------- | ---- |
| 1  | Олимпиа-Айнкауфсцентрум (нем. Olympia-Einkaufszentrum) | , , 143, 175                   | Олимпийский торговый центр «OEZ»                                                | две боковые платформы                                                                               | 31 октября 2004 года |      |
| 2  | Георг-Браухле-Ринг (нем. Georg-Brauchle-Ring)          | 143, 175, 180                  | Небоскрёб «Uptown», Штаб-квартира «O2 Germany»                                  | | 18 октября 2003 года |      |
| 3  | Вестфридхоф (нем. Westfriedhof)                        | , 151, 164, 165, 180,          |                                                                                 | | 23 мая 1998 года     |      |
| 4  | Герн (нем. Gern)                                       |                                |                                                                                 | | 23 мая 1998 года     |      |
| 5  | Роткройцплац (нем. Rotkreuzplatz)                      | , , 133, N43, N44              |                                                                                 | | 28 мая 1983 года     |      |
| 6  | Майллингерштрассе (нем. Maillingerstraße)              |                                |                                                                                 | | 28 мая 1983 года     |      |
| 7  | Штигльмайерплац (нем. Stiglmaierplatz)                 | ,                              | Лёвенбройкеллер                                                                 | | 28 мая 1983 года     |      |
| 8  | Хауптбанхоф (нем. Hauptbahnhof)                        | , , , 100,                     | Главный вокзал                                                                  | в одном зале располагаются две платформы двух линий и четыре пути                                   | 18 октября 1980 года |      |
| 9  | Зендлингер Тор (нем. Sendlinger Tor)                   | , N40, N41                     | Зендлингские ворота, Городской музей, Азамкирхе, Церковь Святого Матфея         | две платформы в отдельных туннелях                                                                  | 18 октября 1980 года |      |
| 10 | Фраунхоферштрассе (нем. Fraunhoferstraße)              | , 132,                         | Европейская патентная организация, Немецкий музей, Церковь Святого Максимилиана | | 18 октября 1980 года |      |
| 11 | Колумбусплац (нем. Kolumbusplatz)                      | ,                              |                                                                                 | в одном зале располагаются две платформы двух линий и три пути                                      | 18 октября 1980 года |      |
| 17 | Зильберхорнштрассе (нем. Silberhornstraße)             | ,                              |                                                                                 | | 18 октября 1980 года |      |
| 18 | Унтерсбергштрассе (нем. Untersbergstraße)              |                                |                                                                                 | | 18 октября 1980 года |      |
| 19 | Гизинг (нем. Giesing)                                  | , 139, 144, 147, 220, N43, N44 |                                                                                 | | 18 октября 1980 года |      |
| 20 | Карл-Прайс-Плац (нем. Karl-Preis-Platz)                | , 144, 145, 155, N45           | Планетарий                                                                      | | 18 октября 1980 года |      |
| 16 | Инсбрукер Ринг (нем. Innsbrucker Ring)                 | U2                             |                                                                                 | кросс-платформенная пересадка, линии и приходят одновременно на общую платформу (в оба направления) | 18 октября 1980 года |      |
| 17 | Михаэлибад (нем. Michaelibad)                          | 195, 199                       | Восточный парк (нем. Ostpark)                                                   | | 18 октября 1980 года |      |
| 18 | Квиддештрассе (нем. Quiddestraße)                      | 139, 192, 197, 199, N45        | Восточный парк (нем. Ostpark)                                                   | | 18 октября 1980 года |      |
| 19 | Нойперлах Центрум (нем. Neuperlach Zentrum)            | , 139, 192, 196, 197, 198, 199 | Торговый центр «Perlacher-Einkaufs-Passagen (PEP)»                              | | 18 октября 1980 года |      |

### Линия: Olympiazentrum — Neuperlach Zentrum
Линия  проходит полностью под землёй. Линия была открыта 15 декабря 2013 года. Линия работает только в субботние дни.
|    | Станция                                     | Пересадка                      | Достопримечательности/Важные объекты | Особенности/Примечание                                                                               | Дата открытия        | Фото |
| -- | ------------------------------------------- | ------------------------------ | --- | --- | -------------------- | ---- |
| 1  | Олимпиацентрум (нем. Olympiazentrum)        | 173, 180, N46                  | BMW, Музей BMW, Мир BMW, Олимпийский стадион, Олимпийский парк, Аквариум «Sea-Life» | в одном зале располагаются две платформы и четыре пути; планировалась под названием «Oberwiesenfeld» | 8 мая 1972 года      |      |
| 2  | Петуэльринг (нем. Petuelring)               | , 173, 177, 178, N46           | | | 8 мая 1972 года      |      |
| 3  | Шайдплац (нем. Scheidplatz)                 | , , 140, 141, 142, N41         | | кросс-платформенная пересадка, линии и приходят одновременно на общую платформу (в оба направления)  | 8 мая 1972 года      |      |
| 4  | Хоэнцоллернплац (нем. Hohenzollernplatz)    | , , , 144, , N43, N44          | | | 18 октября 1980 года |      |
| 5  | Йозефсплац (нем. Josephsplatz)              | 153, 154                       | | | 18 октября 1980 года |      |
| 6  | Терезиенштрассе (нем. Theresienstraße)      |                                | Старая пинакотека, Новая пинакотека, Пинакотека современности, Мюнхенский технический университет, Музей «Мир кристаллов», Музей Брандхорста | | 18 октября 1980 года |      |
| 7  | Кёнигсплац (нем. Königsplatz)               | 100                            | Кёнигсплац, Глиптотека, Пропилей, Государственное античное собрание, Городская галерея в доме Ленбаха, Палеонтологический музей, Государственная антропологическая коллекция, Геологический музей, Государственное графическое собрание, Музей копий классической скульптуры, Базилика Святого Бонифация, Мюнхенская высшая школа музыки и театра, Фюрербау | планировалась под названием «Brienner Straße»                                                        | 18 октября 1980 года |      |
| 8  | Хауптбанхоф (нем. Hauptbahnhof)             | , , 100,                       | Главный вокзал | в одном зале располагаются две платформы двух линий и четыре пути                                    | 18 октября 1980 года |      |
| 9  | Зендлингер Тор (нем. Sendlinger Tor)        | , N40, N41                     | Зендлингские ворота, Городской музей, Азамкирхе, Церковь Святого Матфея | две платформы в отдельных туннелях                                                                   | 18 октября 1980 года |      |
| 10 | Фраунхоферштрассе (нем. Fraunhoferstraße)   | , 132,                         | Европейская патентная организация, Немецкий музей, Церковь Святого Максимилиана | | 18 октября 1980 года |      |
| 11 | Колумбусплац (нем. Kolumbusplatz)           | ,                              | | в одном зале располагаются две платформы двух линий и три пути                                       | 18 октября 1980 года |      |
| 12 | Зильберхорнштрассе (нем. Silberhornstraße)  | ,                              | | | 18 октября 1980 года |      |
| 13 | Унтерсбергштрассе (нем. Untersbergstraße)   |                                | | | 18 октября 1980 года |      |
| 14 | Гизинг (нем. Giesing)                       | , 139, 144, 147, 220, N43, N44 | | | 18 октября 1980 года |      |
| 15 | Карл-Прайс-Плац (нем. Karl-Preis-Platz)     | , 144, 145, 155, N45           | Планетарий | | 18 октября 1980 года |      |
| 16 | Инсбрукер Ринг (нем. Innsbrucker Ring)      | ,                              | | кросс-платформенная пересадка, линии и приходят одновременно на общую платформу (в оба направления)  | 18 октября 1980 года |      |
| 17 | Михаэлибад (нем. Michaelibad)               | 195, 199                       | Восточный парк (нем. Ostpark) | | 18 октября 1980 года |      |
| 18 | Квиддештрассе (нем. Quiddestraße)           | 139, 192, 197, 199, N45        | Восточный парк (нем. Ostpark) | | 18 октября 1980 года |      |
| 19 | Нойперлах Центрум (нем. Neuperlach Zentrum) | , 139, 192, 196, 197, 198, 199 | Торговый центр «Perlacher-Einkaufs-Passagen (PEP)» | | 18 октября 1980 года |      |

## Обозначения
- Железнодорожные вокзалы ближнего и дальнего сообщения: , ,
- Линии городской электрички (нем. S-Bahn): , , , , , , , ,
- Линии метрополитена (нем. U-Bahn): , , , , , ,
- Линии трамвая (нем. Tram): , , , , , , , , , , , ,
- Линии ночного трамвая (нем. Nachttram): , , ,
- Линии скоростного автобуса (нем. Metrobus): , , , , , , , , , ,
- Линии городского автобуса (нем. Stadtbus): от 100 и дальше
- Линии ночного автобуса (нем. Nachtbus): N40, N41, N42, N43, N44, N45 каждую ночь и N46, N47, N48, N49, N80, N81 только в ночь на субботу и воскресенье или перед праздником